# La Guyonnière
La Guyonnière är en kommun i departementet Vendée i regionen Pays de la Loire i västra Frankrike. Kommunen ligger i kantonen Montaigu som tillhör arrondissementet La Roche-sur-Yon. År 2018 hade La Guyonnière 2 753 invånare.

## Befolkningsutveckling
Antalet invånare i kommunen La Guyonnière
| Referens: INSEE |